# ギド・ボンテンピ
ギド・ボンテンピ（Guido Bontempi、1960年1月12日- ）は、イタリア・グッサーゴ出身の元自転車競技選手。

## 経歴
当初はロードレースのみならず、トラックレースにも注力しており、とりわけ1980年より世界選手権自転車競技大会の種目となったケイリンの世界チャンピオンになる夢を抱いていた。しかし後述する話がきっかけとなり、ボンテンピはロードレースのスプリンターにほぼ特化することを決意する。
1981年にプロへ転向したが、その年のブエルタ・ア・エスパーニャで2勝（第1、第3ステージ）。また、同年の世界選手権・ケイリンでは、ダニー・クラークに次いで2位に入った。しかし、ボンテンピが世界選手権のケイリンに挑んだのはこれが最初で最後となった。1982年、ジロ・デ・イタリア第14ステージを勝利。これが、その後、ジロで区間通算16勝を果たすことになる、記念すべき1勝目となった。1983年、ミラノ〜サンレモ、世界選手権・ポイントレースでいずれも2位。
1984年、ヘント〜ウェヴェルヘムを制覇。1986年に同レース2回目の優勝を果たすが、同時に1986年という年はボンテンピにとって最良のシーズンとなった。ジロ・デ・イタリアでは、区間4勝に加え、ポイント賞を獲得。また同年のツール・ド・フランスでは第22、第23ステージを連勝した。この他、パリ〜ブリュッセルも制している。その後は。グランツールでの区間優勝を重ねていった他、1988年のE3プライス・フラーンデレンを制覇している。
また、ステファン・ロッシュやロベルト・ヴィセンティーニ、クラウディオ・キアプッチらも在籍していたことがあるカレラチーム（1984年～1993年）に長年在籍。一方では彼らのアシスト役も務めた。そして、1995年まで第一線級のロードスプリンターとして活躍した。引退後はランプレチームのレース監督を歴任。
1987年のツール・ド・フランスで、テストステロン陽性のため、総合時間プラス10分のペナルティを受けた。

## 主な実績
- ジロ・デ・イタリア……ポイント賞（1986年）、区間通算16勝。
- ツール・ド・フランス……区間通算6勝。
- ブエルタ・ア・エスパーニャ……区間通算4勝。
- ヘント〜ウェヴェルヘム……1984年、1986年

## エピソード
- イタリア語版（it:Guido Bontempi）によると、ボンテンピは1981年にケイリンのイタリアチャンピオンとなり、上述の通り、世界選手権のケイリンでも2位に入った。だが、ケイリンが終了した後に行われたプロ・スプリント（当時はプロ・スクラッチという種目名）において、当時同種目4連覇中の中野浩一の走りを見て、とてもじゃないが自分は中野には勝てないと思い込み、世界選手権におけるケイリンへの出場は、同年の1回限りという決意を示した。もっとも、プロ・スプリント連覇中当時（1977年～1986年）、中野がケイリンに出場することは全くなかった（ケイリンに出場したのは1990年、1991年）。
- 1981年世界選手権（チェコスロバキア・ブルノ）プロ・スプリントの準決勝でボンテンピは中野と対戦し、ストレート負けを喫している。ちなみにこの大会の同種目の決勝は中野対シングルトン（カナダ）であり、翌年の因縁の対決の前哨戦でもあった。
- ボンテンピの走り方によく似ていることにちなみ、アレッサンドロ・バッランに「ボンテンピーノ」というニックネームがつけられている。